# 祖妈林水库
祖妈林水库是中国福建省漳州市漳浦县杜浔镇境内的一座水库，位于徐坎溪上，建于1976年。水库正常库容为2866万立方米，集雨面积为40平方千米，海拔为39米。